# Хюнерсон, Яан
Яан Хюнерсон (эст. Jaan Hünerson; 4 февраля 1882, Пярнумаа, Лифляндская губерния, Российская империя — 5 июня 1942, Сосьва, Свердловская область, СССР) — эстонский политический и государственный деятель, министр образования и социальной политики Эстонии (1929—1931 и 1932), министр юстиции (1931), министр внутренних дел Эстонии (1927—1929 и 1931), министр сельского хозяйства Эстонии (1931—1932), министр образования и социальной политики Эстонии (1932), агроном
, журналист, редактор.

## Биография
Родился в семье фермеров. Учился в церковно-приходской школе. В 1898 году окончил сельскохозяйственное училище в Финляндии. С 1898 по 1903 год обучался в средней школе в Дерпте. В 1903—1904 служил в царской армии. Добровольцем участвовал в русско-японской войне в Маньчжурии.
В 1906/07 учебном году изучал сельское хозяйство в университете Кёнигсберга, затем в сельскохозяйственном колледже в Бонне, который окончил в 1912 году по специальности агроном и мелиоратор. Затем вернулся на родину. В 1912—1918 годах работал преподавателем сельского хозяйства в Тарту. Занимался журналистикой. С 1904 по 1906 год с перерывами работал в редакции тартуской газеты «Postimees». С 1911 по 1914 год был членом редакции сельскохозяйственной газеты «Põllutööleht», с 1914 по 1918 год работал её редактором.
В 1917 году, после февральской революции в России, был соучредителем и председателем правления «Эстонского союза сельских жителей» (Eesti Maarahva Liit). После провозглашения независимости Эстонии занялся активной политикой. В 1918 году после образования аграрно-консервативной политической партии «Союз фермеров» (Põllumeeste Kogud). Хюнерсон оставался одним из ведущих партийных политиков и экспертов по сельскому хозяйству на протяжении 1920-х годов.
В 1919—1920 годах был членом Учредительного собрания Эстонии от «Союза фермеров». Член Рийгикогу всех пяти законодательных собраний межвоенного периода.
Занимал ответственные посты: министра образования и социальных политики Эстонии (1929—1931 и 1932), министра юстиции (1931), министра внутренних дел Эстонии (1927—1929 и 1931), министра сельского хозяйства Эстонии (1931—1932), министра образования и социальной политики Эстонии (1932). С 1933 по 1936 год был директором Сельскохозяйственной палаты Эстонской Республики и председателем правления Центрального сельскохозяйственного союза страны. С 1937 по 1940 год возглавлял созданную корпорацию Riigi Viljasalv, государственную организацию по закупке и продаже зерна и его стратегического хранения.
С 1924 по 1940 год был генеральным секретарём «Центрального союза крестьян Эстонии» (Eesti Põllumeeste Keskselts).
После присоединение Эстонии к СССР был арестован в 1941 году и приговорён по решению трибунала НКВД к смертной казни. Расстрелян в лагере 5 июня 1942 года.